# Rocsi Diaz
Raquel Roxanne Diaz (Tegucigalpa, 17 novembre 1983) è una conduttrice televisiva e conduttrice radiofonica statunitense.

## Biografia
Nata a Tegucigalpa e trasferitasi con la famiglia a New Orleans, Rocsi Diaz ha origini honduregne e cilene. Dopo essersi laureata alla Nicholls State University, ha iniziato la sua carriera come presentatrice radiofonica a Dallas. Dal 2006 al 2012 è stata conduttrice  con Terrence Jenkins del programma 106 & Park, andato in onda su BET.
Dal 2012 al 2014 ha lavorato ad Entertainment Tonight, grazie al quale ha ricevuto un Daytime Emmy Award in quanto parte della crew del programma. Nel 2016 è stata conduttrice della terza edizione di Dating Naked mentre nel 2021 ha condotto il game show Alter Ego su Fox.

## Filmografia

### Cinema
- Gang of Roses II: Next Generation, regia di Jean-Claude La Marre (2012)
- The Last Letter, regia di Paul D. Hannah (2013)
- Beyond the Lights - Trova la tua voce (Beyond the Lights), regia di Gina Prince-Bythewood (2014)
- Soul Ties, regia di Victor Hobson (2015)
- The Bounce Back - I passi dell'amore (The Bounce Back), regia di Youssef Delara (2016)
- Armed, regia di Mario Van Peebles (2018)
- Always and Forever, regia di Chris Stokes (2020)
- Dutch II, regia di Salvatore Sclafani (2024)

### Televisione
- Brothers – serie TV, episodio 1x11 (2009)
- Hit the Floor – serie TV, episodio 2x09 (2014)

## Programmi televisivi
- 106 & Park (BET, 2006-2013)
- Red Eye (Fox News, 2008)
- The Mo'Nique Show (BET, 2010)
- Real Husbands of Hollywood (BET, 2013)
- Entertainment Tonight (Syndication, 2013-2020)
- The Arsenio Hall Show (Syndication, 2014)
- Pitbull's New Year's Revolution (Fox, 2014)
- News and a Movie (2015)
- The Meredith Vieira Show (Syndication, 2015)
- The Daily Share (2015)
- Hollywood Today Live (Syndication, 2015-2017)
- Nudi a prima vista (Dating Naked) (VH1, 2016)
- Def Jam - speciale cabaret (Def Comedy Jam) (HBO, 2017)
- Hip Hop Squares (VH1, 2018)
- The Talk (CBS, 2018)
- Ch@tter (2018)
- Sidewalks Entertainment (Syndication, 2020)
- Cannonball (USA Network, 2020)
- The Masked Singer (Fox, 2021)
- The Real (Syndication. 2021)
- Alter Ego (Fox, 2021)
- GMA3: What You Need to Know (ABC, 2022-2024)
- The Sum: All Star Music Battle (TNT, 2023)
- Celebrity Game Face (E!, 2023)
- Soul of a Nation (ABC, 2023)
- Good Morning America (ABC, 2023)
- Ridiculousness - Veri American Idiots (Ridiculousness) (MTV, 2023)
- Good Morning America Weekend Edition  (ABC, 2023-2024)